# Федерация хоккея Китая
Федерация хоккея Китайской Народной Республики (кит. 中国冰球协会) — организация, которая занимается проведением соревнований по хоккею с шайбой на территории КНР. Федерация основана в 1951 году, является членом Международной федерации хоккея на льду с 25 июля 1963 года, объединяет более 30 клубов. В стране около 20 000 хоккеистов, которые играют на природном льду (прежде всего в горных областях), зарегистрировано более 500 профессиональных хоккеистов.
Хоккей в Китае начал развиваться в 1915 году в городе Шэньян. Первым соревнованием был турнир на I Зимних спартакиадных играх (26 января 1935). В 1953 году был впервые проведен чемпионат страны, а в 1956 году в Пекине и возникла Народная федерация зимних игр, куда входила и хоккейная секция.
В первых чемпионатах страны 8 команд играли в 2 круга. В 70-х — 80-х годах система проведения турнира неоднократно менялась: 6-12 команд играли в 1 круг, 8 команд — в 2 круга. В Китае существует и вторая лига (6 команд). В обоих лигах играют сборные команды городов и провинций. В первых чемпионатах наиболее часто побеждали сборная Харбина и сборная провинции Хэйлунцзян. В 1970-80-х годах лидерство сохраняли хоккеисты Харбина, достойную конкуренцию которым составили сборные Цицикар и Цзямусы, которые также становились чемпионами страны.
Сборная КНР первые международные матчи провела с 7 по 13 марта 1956 года на Всемирных зимних студенческих играх в Вроцлаве (Польша). В ЧМ (группа С) команда впервые участвовала в 1972 году в Румынии.
Сильнейшие игроки КНР разных лет:
- Вратари: Цуй Тинвэнь, Жань Ян;
- Защитники: Ю Кэянь, Фу Чэньтин, Ван Тачунь, Сунь Сяодун, Сунь Дэхун;
- Нападающие: Вэй Чаншунь, Ван Аньфу, Вань Беню, Си Яньчэнь, Люй Вэньу, Тянь Юцзи, Пан Юцян.

В мае 2016 года два китайских клуба при поддержке национальной федерации подали заявку на вступление в Континентальную Хоккейную Лигу.
25 июня 2016 года в Пекине, в рамках визита Президента России Владимира Путина в КНР, был подписан договор об участии команды Куньлунь Ред Стар в чемпионате КХЛ сезона 2016/17. Документ в присутствии глав России и Китая, Владимира Путина и Си Цзиньпина, подписали председатель совета директоров Континентальной хоккейной лиги Геннадий Тимченко и председатель совета директоров ХК «Куньлунь Ред Стар» Нгок Ян Юу.